# Mémorial Sabin Foruria
Le Mémorial Sabin Foruria est une course cycliste espagnole disputée chaque année à Markina-Xemein (Biscaye), dans la communauté autonome du Pays basque. Elle fait partie du calendrier du Torneo Euskaldun.
La course sert régulièrement de parcours pour le championnat régional du Pays basque, comme en 2019. 

## Palmarès depuis 1999
| Année | Vainqueur               | Deuxième             | Troisième              |
| ----- | ----------------------- | -------------------- | ---------------------- |
| 1999  | Ion Unamuno             | Iván Gutiérrez       | Samuel Sánchez         |
| 2000  | Israel Nuñez (es)       | Unai Barazabal       | Julen Urbano           |
| 2001  | Alberto Rodríguez       | Aitor Hernández      | Koldo Fernández        |
| 2002  | Aitor Hernández         | Joseba Zumeta        | Félix Vidal Celis      |
| 2003  | Iban Iriondo            | Igor Antón           | Iker Leonet            |
| 2004  | Andoni Lafuente         | Daniel Sesma         | Tomasz Marczyński      |
| 2005  | José Antonio Baños (de) | Javier Etxarri       | Beñat Intxausti        |
| 2006  | David Abal              | Rubén Reig           | Joseba Larralde        |
| 2007  | Jonathan Castroviejo    | Gorka Izagirre       | Gurutz Larrea          |
| 2008  | Markel Antón            | Sebastián Tamayo     | Garikoitz Bravo        |
| 2009  | Ion Izagirre            | Noel Martín          | Ramón Domene           |
| 2010  | Pello Bilbao            | Ibai Salas           | Rubén Fernández        |
| 2011  | Sergio Ruiz             | Haritz Orbe          | Rubén Fernández        |
| 2012  | Fernando Grijalba       | Jon Larrinaga        | Antonio Pedrero        |
| 2013  | Ibai Daboz              | Egoitz Fernández     | Antonio Pedrero        |
| 2014  | Jonathan Lastra         | Elías Vega           | Ander Plazaola         |
| 2015  | Julen Amezqueta         | Alain Santamaría     | Jonathan Lastra        |
| 2016  | Iker Azkarate           | Isaac Cantón         | David Civera           |
| 2017  | Mikel Alonso            | Pablo Alonso         | Óskar Malatsetxebarria |
| 2018  | Dzmitry Zhyhunou        | Yacine Hamza         | Marcos González        |
| 2019  | Iker Ballarin           | Víctor Etxeberria    | Unai Iribar            |
| 2020  | annulé                  | annulé               | annulé                 |
| 2021  | Santiago Mesa           | Mikel Retegi         | Rodrigo Álvarez        |
| 2022  | Xabier Berasategi       | Enekoitz Azparren    | Unai Esparza           |
| 2023  | Marc Cabedo             | Julen Arriola-Bengoa | Iker Mintegi           |
| 2024  | Iñaki Trujillo          | Ander Ganzabal       | Eder Ruiz de Baluguera |
| 2025  | Emilio Reinoso          | Jorge González       | Pablo Lospitao         |